# Eagle Day
Herman Sidney Day, detto Eagle (Columbia, 2 ottobre 1932 – Nashville, 22 febbraio 2008), è stato un giocatore di football americano statunitense che ha giocato nel ruolo di quarterback e punter nella National Football League (NFL) e nella Canadian Football League (CFL).

## Carriera
Day giocò per dieci stagioni nella Canadian Football League con i Winnipeg Blue Bombers, i Calgary Stampeders e i Toronto Argonauts e due anni nella NFL con i Washington Redskins. Nella CFL fu un quarterback mentre con i Redskins fu un punter.
Anche se fu scelto dai Washington Redskins nel 17º giro del Draft NFL 1956, non si unì alla squadra sino alle stagioni 1959 e 1960, giocando invece per i Winnipeg Blue Bombers per tre anni.
Nel 1961, Day lasciò la NFL per la CFL, passando ai Calgary Stampeders, con cui rimase fino alla stagione 1965. Nel 1962 fu convocato per l'All-Star Game e vinse il Jeff Nicklin Memorial Trophy, assegnato al miglior giocatore della West division della CFL. Quando lasciò gli Stampeders passò ai Toronto Argonauts (il primo di due quarterback di Ole Miss a giocare come titolare per Toronto, l'altro fu Kent Austin nel 1995).
Al momento della sua morte, i 226 passaggi completati da Day nei playoff lo ponevano al quinto posto di tutti i tempi, mentre le sue 3.132 yard passate nei playoff erano il sesto risultato di tutti i tempi.

## Palmarès
- CFL All-Star: 1

1962